# 黄石 (石料)

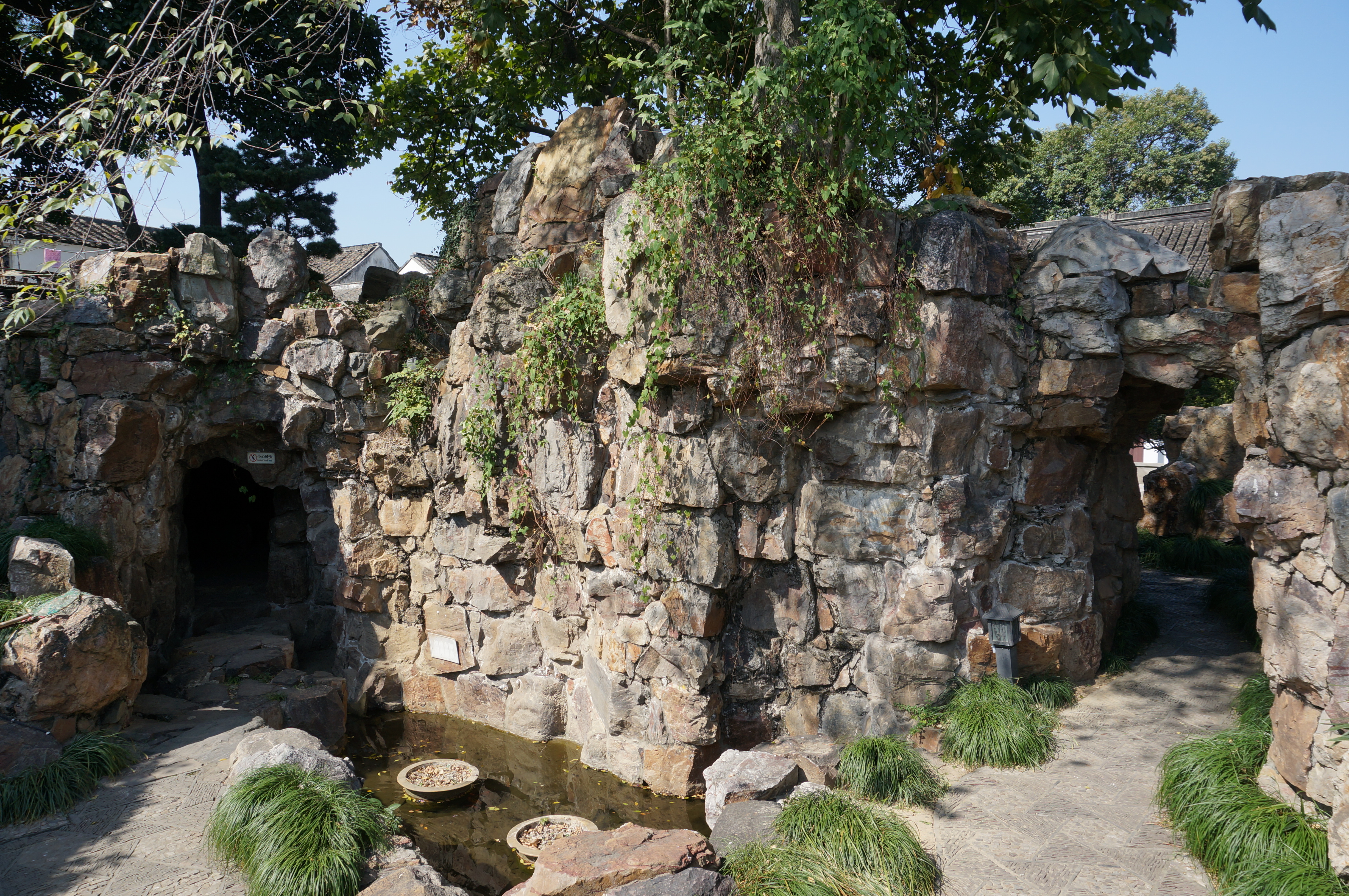
常熟燕园中以黄石所叠的假山

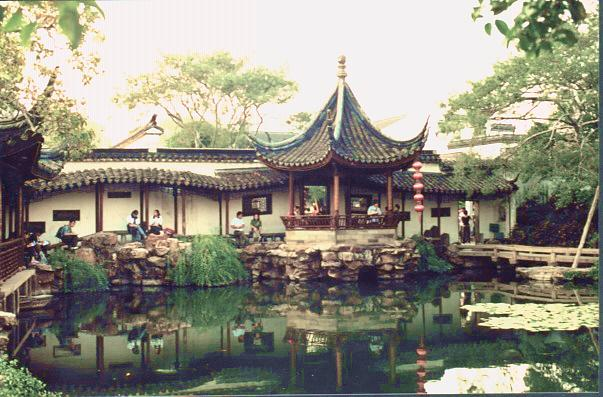
苏州网师园中以黄石所叠的水池驳岸

黄石是中国古典园林中常用的園林石之一，与太湖石齐名，为中生代红、黄色砂、泥岩层岩石的一种统称，材质较硬，小块石料常因自然岩石风化冲刷而崩落后沿节理面分解而成，呈不规则的多面体，各面轮廓分明并显露锋芒。明代计成在《园冶》一书中认为黄石的特点在于其石质坚实、石纹古朴，书中记载的出产黄石的地区有常州黄山、苏州尧峰山、镇江圌山等。黄石用于叠山的优点在于落脚容易，缺点在于不易封顶，多用于叠险景和造人工瀑布，除此之外也宜用于砌乱石墙。著名的黄石叠山有上海豫园黄石假山（由明嘉靖年间园林叠石大家张南阳所叠）、常熟燕园黄石假山（由清嘉庆、道光年间园林叠石大家戈裕良所叠）、扬州个园黄石假山（秋山）和苏州耦园黄石假山（其叠石手法被考证为与豫园假山类似）。